# Lijst van rijksmonumenten in Oudenbosch
Oudenbosch telt 34 inschrijvingen in het rijksmonumentenregister. Hieronder een overzicht.
| Object                                                                                   | Oorspronkelijke functie?           | Bouwjaar                  | Architect             | Locatie                        | Coördinaten?                  | Nr.?   | Afbeelding                                                              |
| ---------------------------------------------------------------------------------------- | ---------------------------------- | ------------------------- | --------------------- | ------------------------------ | ----------------------------- | ------ | ----------------------------------------------------------------------- |
| Klassicistisch witgepleisterd herenhuis                                                  | Woonhuis                           | eerste helft 19e eeuw     |                       | St. Bernaertsstraat 10         | 51° 35' 19" NB, 4° 31' 52" OL | 31932  | Meer afbeeldingen                                                       |
| Protestantse Pastorie, in 2020 nog bewoond door een predikantenechtpaar                  | Kerkelijke dienstwoning            | 17e eeuw                  |                       | Fenkelstraat 26                | 51° 35' 24" NB, 4° 31' 35" OL | 31933  | Protestantse Pastorie, in 2020 nog bewoond door een predikantenechtpaar |
| Huis met in de voorgevel jaarankers                                                      | Nijverheid                         | 1650                      |                       | Kade 15                        | 51° 35' 31" NB, 4° 31' 29" OL | 31934  | Huis met in de voorgevel jaarankers                                     |
| Kleine dorpswoning met zadeldak tussen zijtopgevels                                      | Woonhuis                           | begin 19e eeuw            |                       | Kade 25                        | 51° 35' 32" NB, 4° 31' 28" OL | 31935  | Meer afbeeldingen                                                       |
| Raadhuis                                                                                 | Bestuursgebouw en onderdl          | 1776                      |                       | Markt 31                       | 51° 35' 24" NB, 4° 31' 38" OL | 31936  | Meer afbeeldingen                                                       |
| Kapel van het Instituut Saint-Louis                                                      | Kapel                              | 1865-1866                 | Florschutz            | Markt bij 32                   | 51° 35' 16" NB, 4° 31' 38" OL | 31937  | Meer afbeeldingen                                                       |
| Basiliek van de H.H. Agatha en Barbara                                                   | Kerk en kerkonderdeel              | 1865-1880                 | P.J.H. Cuypers        | Markt 57                       | 51° 35' 22" NB, 4° 31' 44" OL | 31938  | Meer afbeeldingen                                                       |
| Classicistisch herenhuis                                                                 | Woonhuis                           | midden 19e eeuw           |                       | Markt 68                       | 51° 35' 19" NB, 4° 31' 45" OL | 31939  | Classicistisch herenhuis                                                |
| Internaat Saint Louis: voorgebouw                                                        | Onderwijs en wetenschap            | 1923                      |                       | Markt 32                       | 51° 35' 16" NB, 4° 31' 38" OL | 521530 | Meer afbeeldingen                                                       |
| Internaat Saint Louis: Aloysiusbouw                                                      | Onderwijs en wetenschap            | 1850-1867                 |                       | Aloysiushof 2                  | 51° 35' 17" NB, 4° 31' 37" OL | 521531 | Meer afbeeldingen                                                       |
| Internaat Saint Louis: aula                                                              | Onderwijs en wetenschap            | 1930                      |                       | Markt bij 34                   | 51° 35' 16" NB, 4° 31' 38" OL | 521532 | Upload foto                                                             |
| Internaat Saint Louis: kloostergebouw, thans hotel                                       | Klooster, kloosteronderdl          | 1890                      |                       | Markt 68                       | 51° 35' 18" NB, 4° 31' 45" OL | 521534 | Upload foto                                                             |
| Lourdesgrot                                                                              | Klooster, kloosteronderdl          | 19e eeuw                  |                       | Markt 68                       | 51° 35' 18" NB, 4° 31' 45" OL | 521535 | Meer afbeeldingen                                                       |
| Complex Bernaertsstraat: Heilig Hartbeeld                                                | Gedenkteken                        | 1922                      |                       | St. Bernaertsstraat            | 51° 35' 21" NB, 4° 31' 54" OL | 521537 | Meer afbeeldingen                                                       |
| Complex Bernaertsstraat: graf huisarts H.A. Huysmans met zijn echtgenote J.C.F. van Geyt | Begraafplaats en -onderdl          | 1929-1930                 | Pierre Cuypers        | St. Bernaertsstraat            | 51° 35' 21" NB, 4° 31' 54" OL | 521538 | Meer afbeeldingen                                                       |
| Eclectisch woonhuis                                                                      | Woonhuis                           | 1880-1881                 |                       | St. Bernaertsstraat 6          | 51° 35' 19" NB, 4° 31' 50" OL | 521540 | Upload foto                                                             |
| Koetshuis St. Bernaertsstraat 6                                                          | Bijgebouwen kastelen enz.          | 1880-1881                 |                       | St. Bernaertsstraat 6          | 51° 35' 19" NB, 4° 31' 50" OL | 521541 | Upload foto                                                             |
| Woonhuis, voormalige artsenpraktijk                                                      | Woonhuis                           | 1850-1860                 |                       | Fenkelstraat 25                | 51° 35' 23" NB, 4° 31' 33" OL | 521554 | Woonhuis, voormalige artsenpraktijk                                     |
| Winkel-woonhuis                                                                          | Werk-woonhuis                      | 1905                      |                       | Fenkelstraat 27                | 51° 35' 23" NB, 4° 31' 34" OL | 521555 | Upload foto                                                             |
| Woonhuis in Eclectische stijl                                                            | Woonhuis                           | 1830-1840                 |                       | Professor van Ginnekenstraat 9 | 51° 35' 26" NB, 4° 31' 33" OL | 521556 | Upload foto                                                             |
| Woonhuis in neo-renaissancestijl aan het havenhoofd                                      | Woonhuis                           | 1894                      |                       | Kade 18                        | 51° 35' 31" NB, 4° 31' 33" OL | 521557 | Woonhuis in neo-renaissancestijl aan het havenhoofd                     |
| Postkantoor                                                                              | Overheidsgebouw                    | 1898                      |                       | Markt 42                       | 51° 35' 19" NB, 4° 31' 40" OL | 521558 | Meer afbeeldingen                                                       |
| Woonhuis in eclectische stijl                                                            | Woonhuis                           | 1880                      |                       | Markt 84                       | 51° 35' 19" NB, 4° 31' 48" OL | 521559 | Woonhuis in eclectische stijl                                           |
| Villa                                                                                    | Woonhuis                           | 1869-1870                 |                       | Rivierelaan 1                  | 51° 35' 14" NB, 4° 32' 1" OL  | 521560 | Upload foto                                                             |
| Woonhuis                                                                                 | Woonhuis                           | 1925                      |                       | St. Bernaertsstraat 17         | 51° 35' 20" NB, 4° 31' 58" OL | 521562 | Upload foto                                                             |
| Woonhuis Vero                                                                            | Woonhuis                           | 1910                      |                       | St. Bernaertsstraat 20         | 51° 35' 19" NB, 4° 31' 54" OL | 521563 | Upload foto                                                             |
| Complex Bernaertsstraat: kapel                                                           | Kapel                              | 1894                      |                       | St. Bernaertsstraat            | 51° 35' 21" NB, 4° 31' 54" OL | 525966 | Meer afbeeldingen                                                       |
| Complex Bernaertsstraat: grafmonument voor pastoor W. Hellemons                          | Begraafplaats en -onderdl          | 1898                      |                       | St. Bernaertsstraat            | 51° 35' 21" NB, 4° 31' 54" OL | 525967 | Meer afbeeldingen                                                       |
| Internaat Saint Louis: bakkerij                                                          | Nijverheid                         | ca. 1890                  | Nicolaas Molenaar sr. | Markt 68                       | 51° 35' 18" NB, 4° 31' 45" OL | 525980 | Internaat Saint Louis: bakkerij                                         |
| Internaat Saint Louis: Vincentius- en Mariabouw van internaat                            | Onderwijs en wetenschap            | 1843                      |                       | Markt 34                       | 51° 35' 16" NB, 4° 31' 38" OL | 526129 | Meer afbeeldingen                                                       |
| Internaat Saint Louis: Smeedijzeren hek in art-decostijl                                 | Onderwijs en wetenschap            | 1923                      |                       | Markt bij 32                   | 51° 35' 16" NB, 4° 31' 38" OL | 526130 | Meer afbeeldingen                                                       |
| Internaat Saint Louis: kloosterbegraafplaats                                             | Onderwijs en wetenschap            | eind 19e eeuw             |                       | Markt bij 34                   | 51° 35' 16" NB, 4° 31' 38" OL | 526131 | Upload foto                                                             |
| Winkel met tweetal woonhuizen in Art Nouveaustijl                                        | Winkel met bovenwoning en woonhuis | 1908                      |                       | St. Bernaertsstraat 2-4        | 51° 35' 19" NB, 4° 31' 49" OL | 521561 | Winkel met tweetal woonhuizen in Art Nouveaustijl                       |
| Stationsgebouw                                                                           | Transport                          | 1854 (bouw) 1885 (uitbr.) |                       | Stationsstraat 9               | 51° 35' 16" NB, 4° 31' 59" OL | 521564 | Meer afbeeldingen                                                       |